# 카넬라목
카넬라목(canella目, 학명: Canellales 카넬랄레스[*])은 목련군의 목이다. 2과 10속 110여 종을 포함하며, 나무와 관목으로 이루어져 있다.

## 하위 분류
- 윈테라과(Winteraceae R.Br. ex Lindl.)
- 카넬라과(Canellaceae Mart.)

## 계통 분류
다음은 목련군의 계통 분류이다.

|  | 카넬라목 |
|  |          |
|  | 후추목   |
|  |          |

|  | 녹나무목 |
|  |          |
|  | 목련목   |
|  |          |

|  | 카넬라목 |
|  |          |
|  | 후추목   |
|  |          |

|  | 녹나무목 |
|  |          |
|  | 목련목   |
|  |          |

2016년 APG IV 분류 체계에서는 카넬라과와 윈테라과를 포함하는 카넬라목을 속씨식물군 목련군 아래에 분류하며, 이는 2009년 APG III 분류 체계 및 2003년 APG II 분류 체계의 분류와 동일하다. 그 이전의 1998년 APG 분류 체계에서는 카넬라목을 인정하지 않고 카넬라과와 윈테라과를 속씨식물군 아래에 분류했다.